# Serpentine (llac)
El Serpentine, també anomenat Serpentine River, és un llac artificial que cobreix onze hectàrees situat a Hyde Park (Londres), Anglaterra i creat el 1730. En el sentit estricte el nom Serpentine designa únicament la part est del llac. El pont (Serpentine Bridge) que separa Hyde Park i els Kensington Gardens, marca el límit de la Serpentine; la meitat llarga i estreta que s'estén a l'oest del pont és anomenada Long Water.

## Geografia del llac

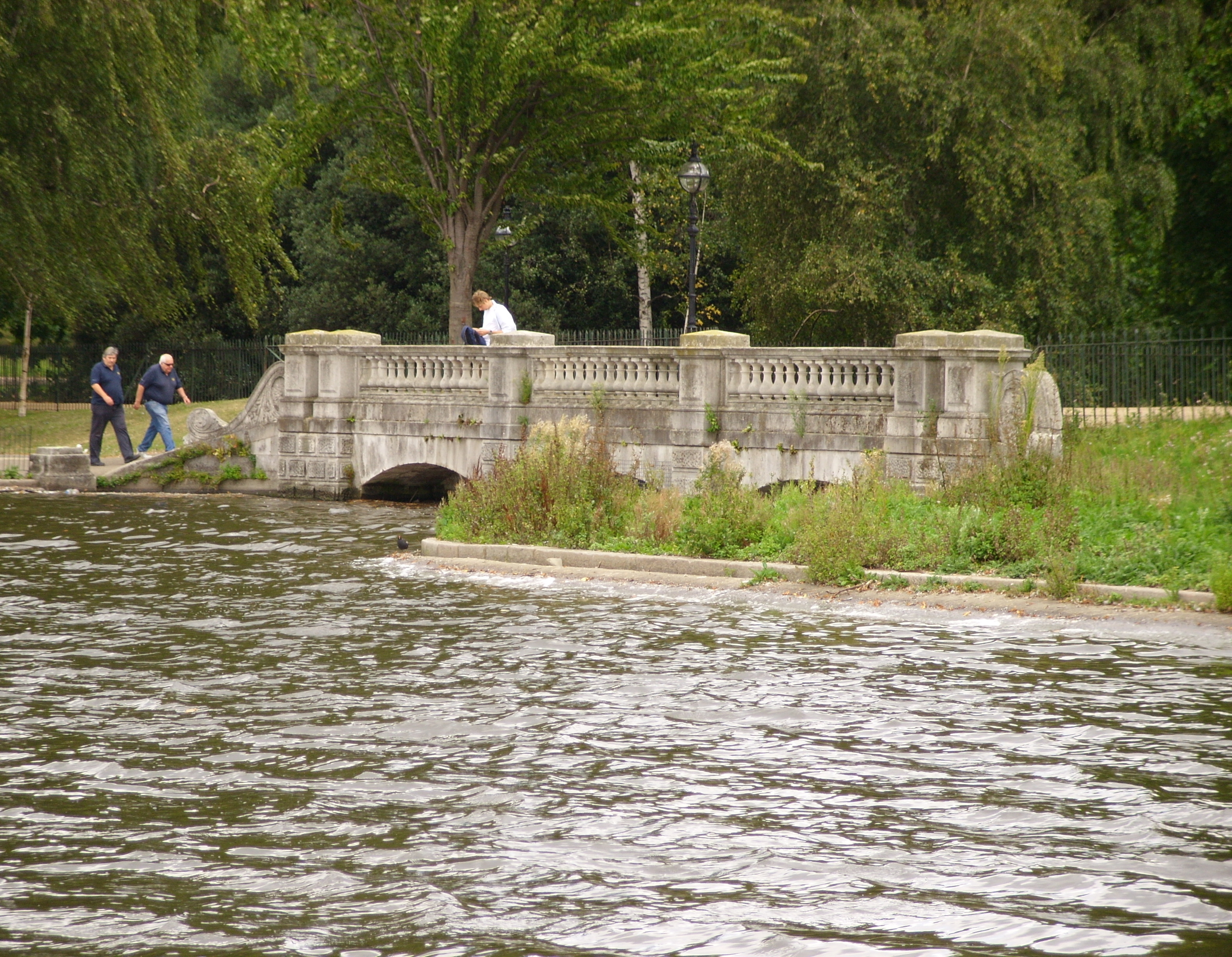
La comporta de buidat de la presa de 1730 a l'extrem est del llac

El llac és alimentat a partir del Jardí italià, a l'extrem nord-oest de Long Water, pel riu Westbourne (ara subterrani) a través de quatre fonts. A l'extrem est, el llac s'escola a través d'una comporta a la presa. Després les aigües, via una canalització subterrània, uneixen el Tàmesi prop del Pont de Chelsea (Chelsea Bridge). La profunditat màxima del llac és de 12 metres. Dos restaurants i diversos equipaments de lleure voregen la Serpentine, com la Serpentine Gallery i la Font commemorativa de Diana, princesa de Gal·les.

## Història

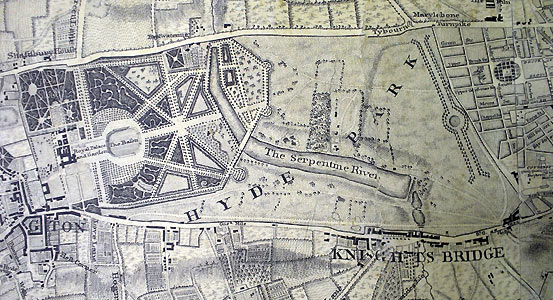
Detall d'un plànol de 1746, fet per Rocque, mostrant el Serpentine recentment creat. S'hi poden veure els passeigs que convergeixen al Round Pond.

Va ser el 1730 que la reina  Carolina, muller de Jordi II del Regne Unit, van ordenar crear una retenció sobre el riu Westbourne a Hyde Park, en el marc d'un re-condicionament de Hyde Park i de Kensington Gardens. En aquesta època, el riu Westbourne formava onze estanys naturals al parc. Aquest re-condicionament va ser dut a terme pel Jardiner Reial Charles Bridgeman, que va fer també cavar una gran bassa (el Round Pond) al centre de Kensington Gardens.
El Serpentine va ser un dels primers llacs artificials concebuts per tenir una aparença natural, i ha estat imitat a tot el país.

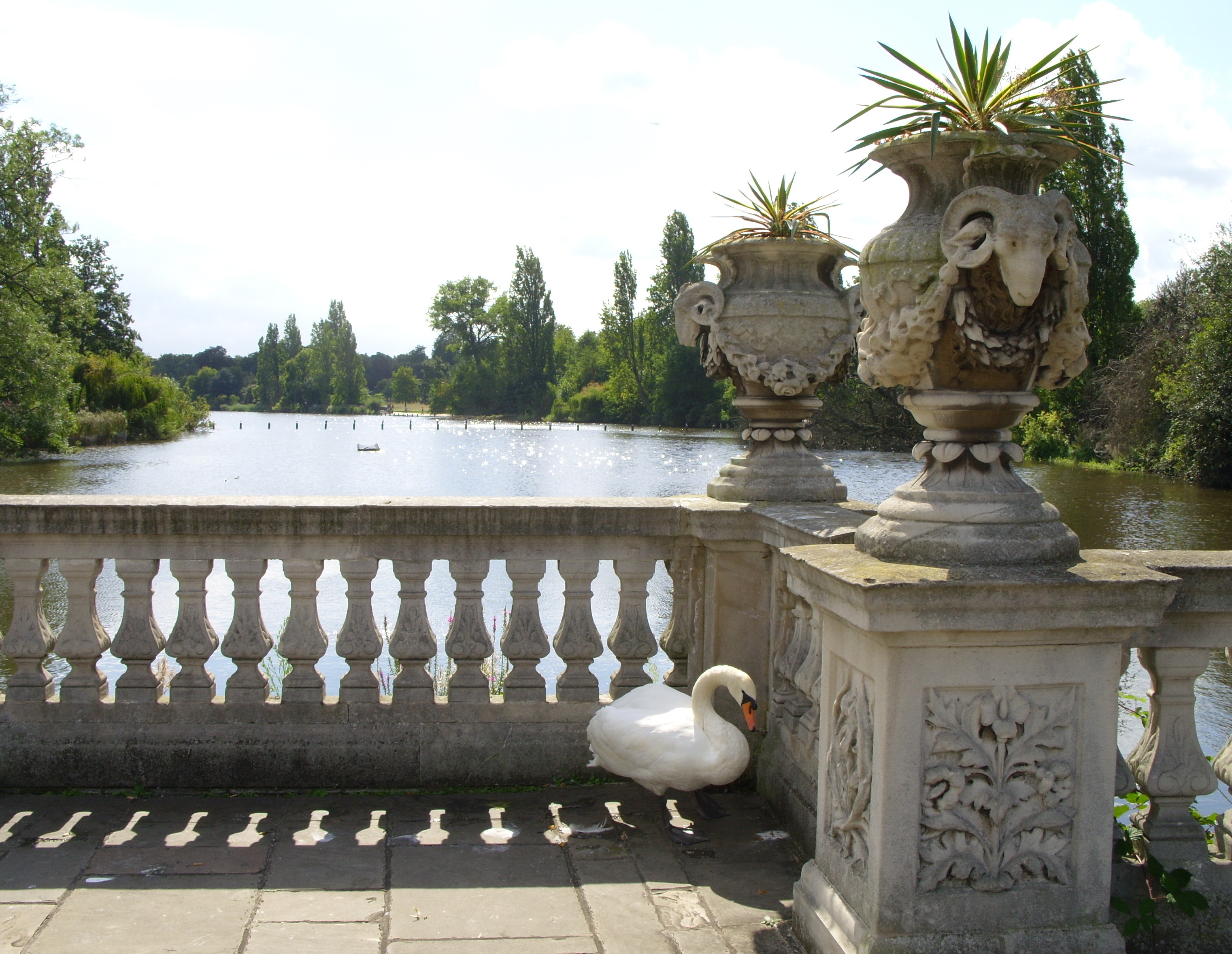
Long Water vist des del Jardí Italià. Un gran nombre de cignes muts nien en aquest sector.

El llac va accedir a la notorietat el desembre de 1816 quan Harriet Westbrook, l'esposa embarassada del poeta Percy Bysshe Shelley, va ser trobada ofegada al Serpentine després d'haver deixat una carta d'adéu adreçada al seu pare, a la seva germana i al seu marit. Shelley es va casar amb Mary Wollstonecraft Godwin menys de dues setmanes després d'aquest suïcidi.

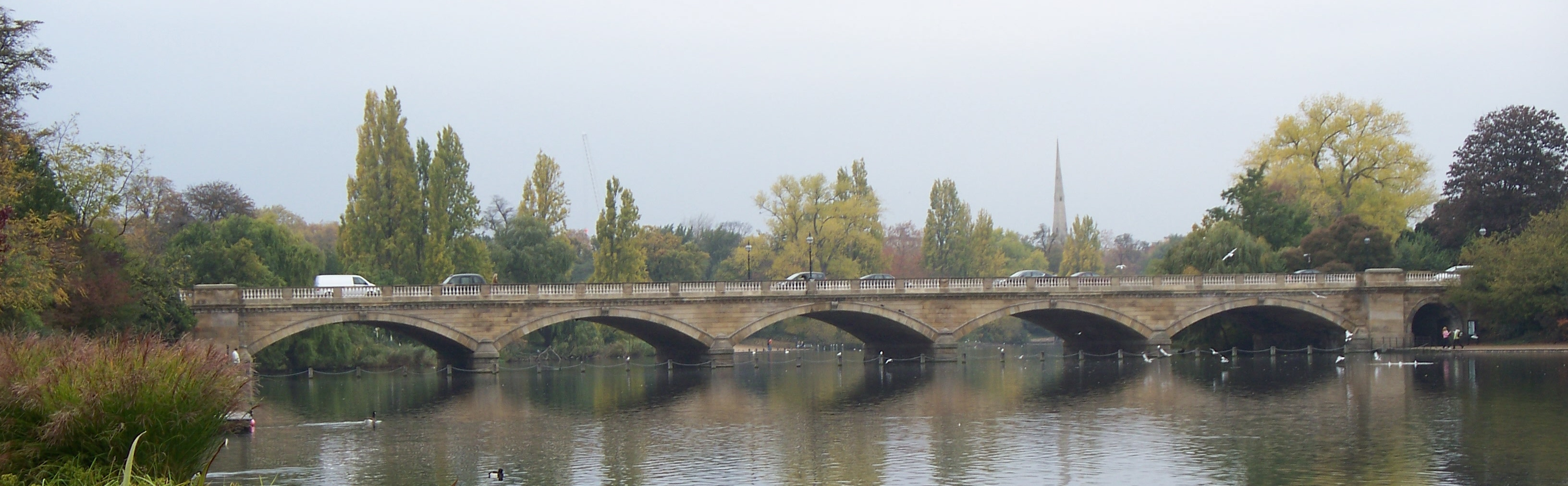
Serpentine Bridge

El famós Crystal Palace (palau d'exposicions) de l'Exposició Universal de 1851, s'instal·lava a la riba sud del llac. Són també les ribes del Serpentine que van servir de marc a la celebració del 25è aniversari de la pujada al tron de la reina  Elisabet II el 1977, i que fou un dels punts de trobada per als Jocs Olímpics d'Estiu de 2012.
El 1820, el parc va ser profundament modificat per Decimus Burton. És en aquesta època que John Rennie va construir el pont que salva el Serpentine.

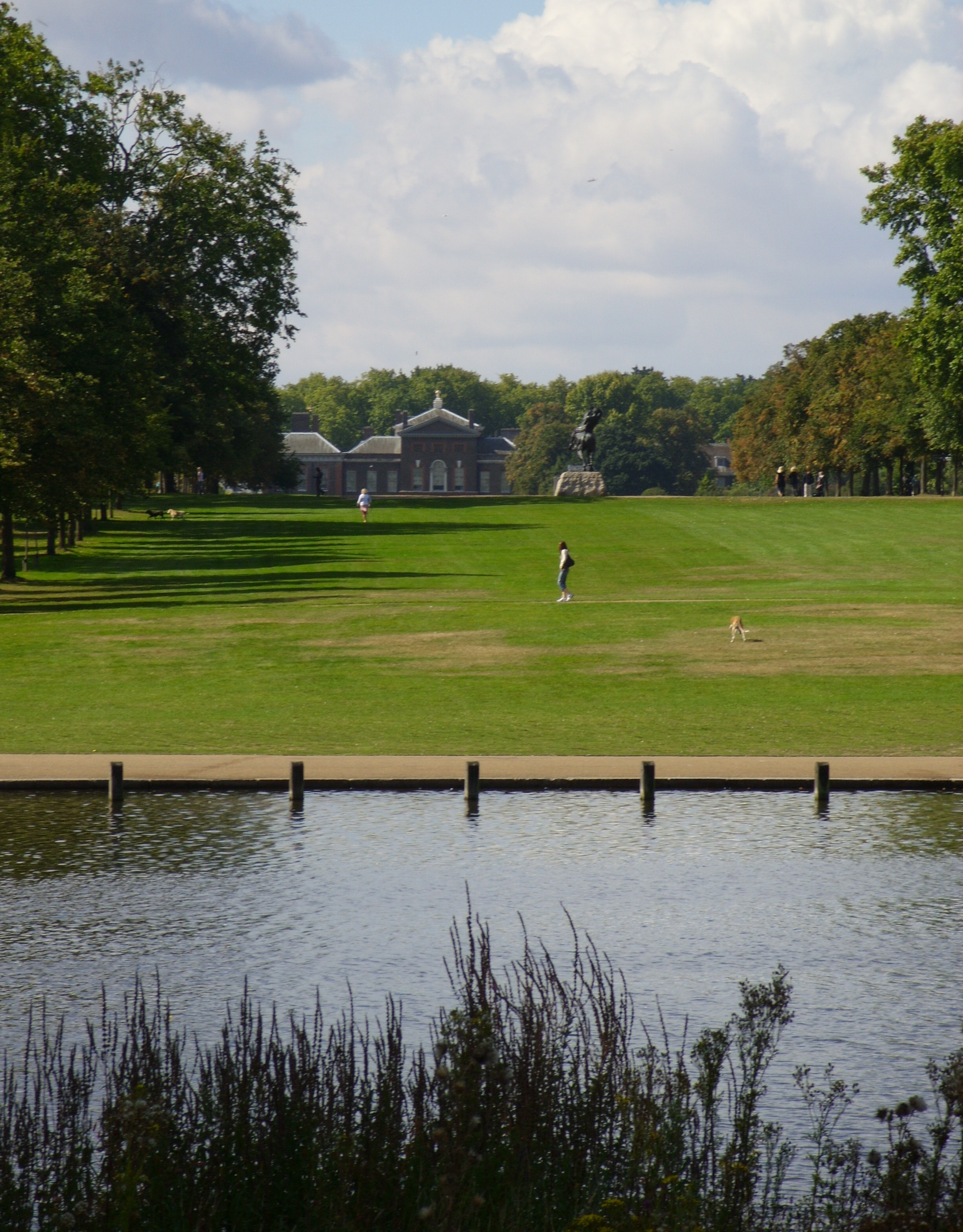
El Palau de Kensington vist de la riba oriental de Long Water

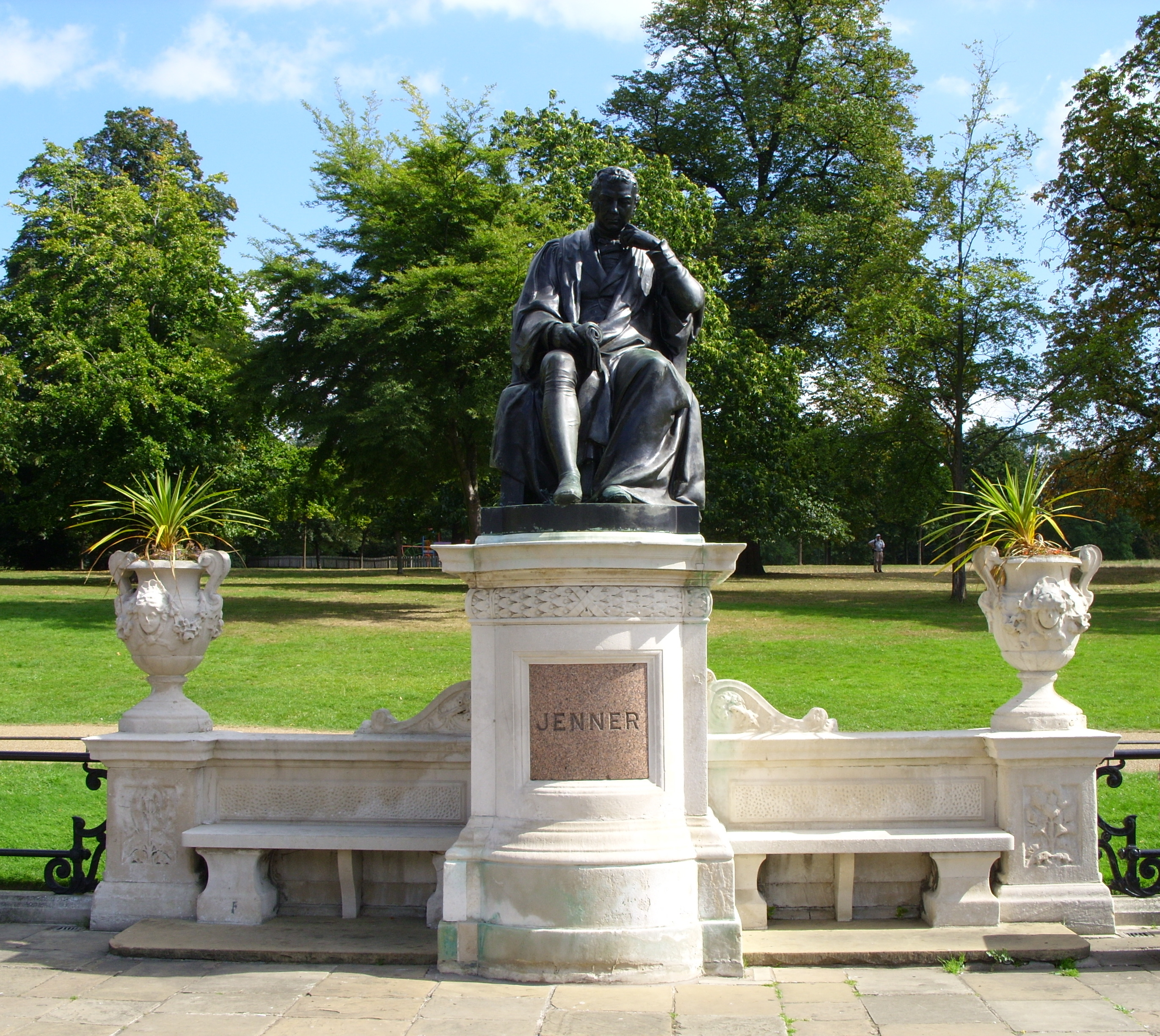
El monument a Edward Jenner

## Long Water
A l'extrem nord de Long Water, s'hi troben els Jardins italians, envoltats d'estàtues i escultures clàssiques. Un gran monument en bronze retent homenatge a Edward Jenner, el pare de la vacunació moderna, domina aquest sector. Long Water, és un racó de pau per a la fauna salvatge i està classificat reserva d'ocells. El 2005, un estudi ha mostrat que s'hi trobaven 90 espècies de papallones de nit. Sobre la riba occidental de Long Water, Peter Pan, escultura en bronze de George Frampton, és intencionadament emmascarat pel fullatge. Els elements del "món real" de l'habitació i de la novel·la eren situats al parc i als carrers veïns.

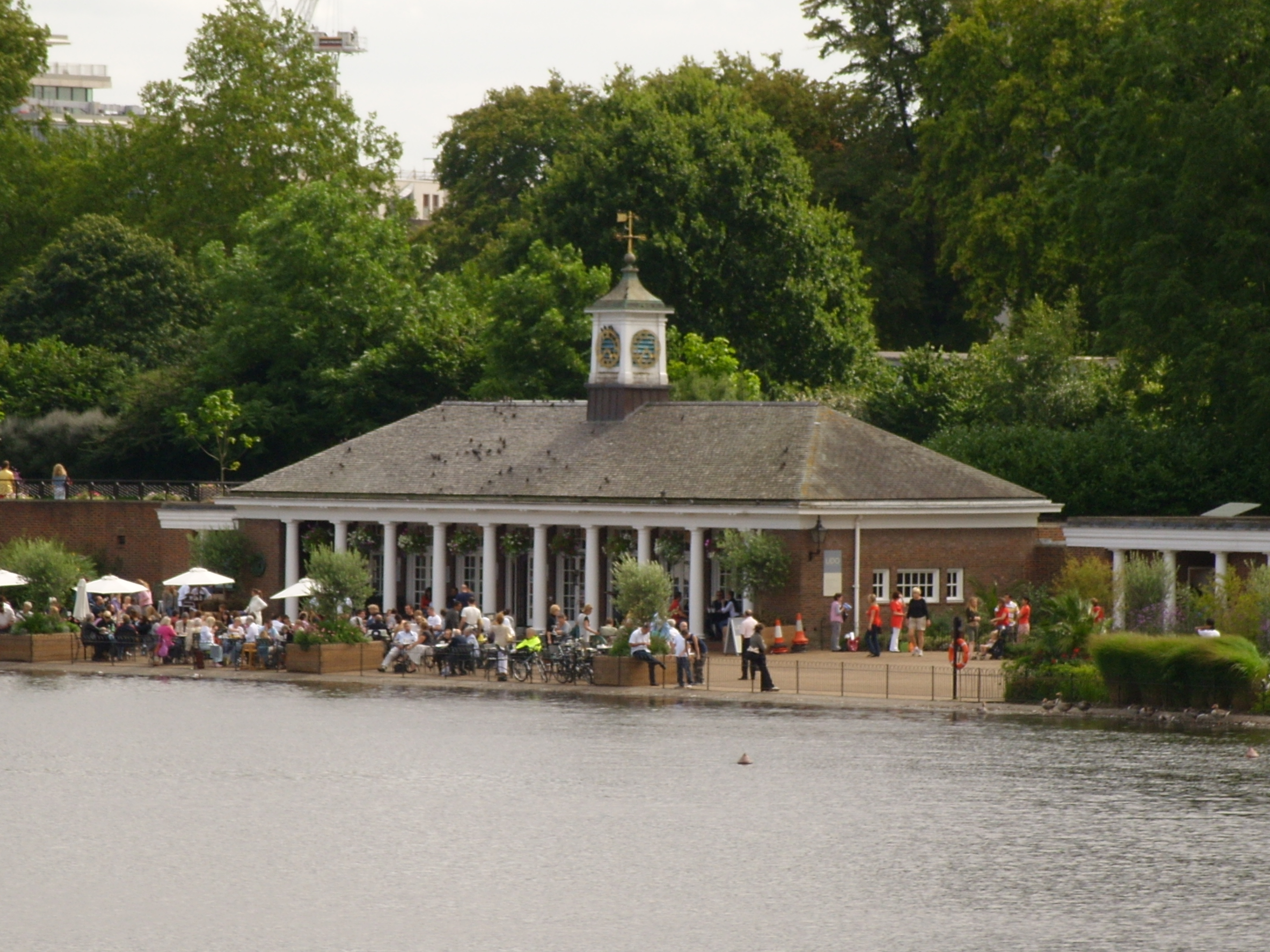
Lansbury's Lido

## El Serpentine

### Lleure

#### Natació
Una piscina, el  Lansbury's Lido, va ser creada a la riba sud el 1930. És separada de la resta del llac per un perímetre de boies. És oberta només a l'estiu.
El Serpentine acollí la prova de natació del triatló durant els Jocs Olímpics d'Estiu de 2012.

#### Copa Peter Pan
D'ençà 1864, una competició de natació es desenvolupa el matí de Nadal al Serpentine sobre la distància de 100 iardes (91,4 m). El 1904, és l'autor mateix,  J. M. Barrie qui ha lliurat la Copa Peter Pan al vencedor de la cursa. Degut als riscs inherents a la natació en aigua gelada, la cursa està reservada als membres del Serpentine Swimming Club.

#### Rem
S'hi troben bots disponibles a lloguer. El 2002, el Serpentine ha acollit els  Sprints Mundials de rem, en el transcurs dels quals diversos equips internacionals s'han enfrontat sobre 500 m.

### The Solarshuttle
Durant l'estiu, el Solarshuttle vaixell mogut per l'energia solar garanteix el transport de passatgers entre les ribes nord i sud del Serpentine. Amb els seus 14 m de longitud i capacitat per a 42 passatgers, és el vaixell per a passatgers més gran completament solar actualment en servei al Regne Unit.

## Punts de referència
El Memorial Londinenc de l'Holocaust és situat a l'extrem est del Serpentine, just després de la presa. Un altre monument, que es troba a la riba nord del llac, commemora el paper de les Forces de Defensa Noruegues durant la Segona Guerra Mundial.
La Font commemorativa de Diana, princesa de Gal·les està situada a la riba sud del Serpentine prop de la West Carriage Drive. Rep actualment aproximadament un milió de visitants anualment.
La Serpentine Gallery és una de les galeries d'art més importants de Londres. Està situada als Kensington Gardens, al sud de Long Water.

## Fotografies

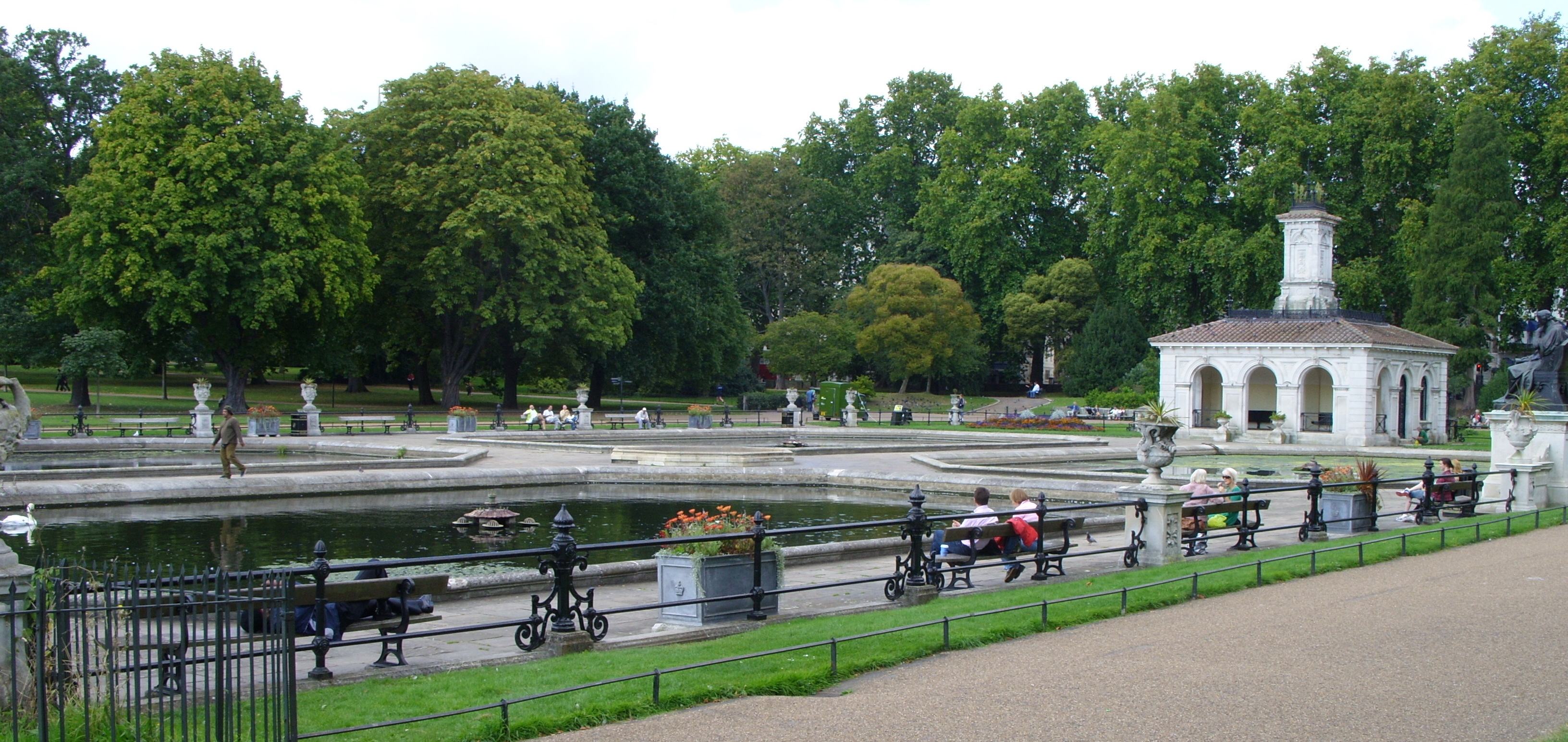
El Jardí Italià; les fonts són alimentades pel riu Westbourne, no funcionen quan la pluviometria és insuficient.
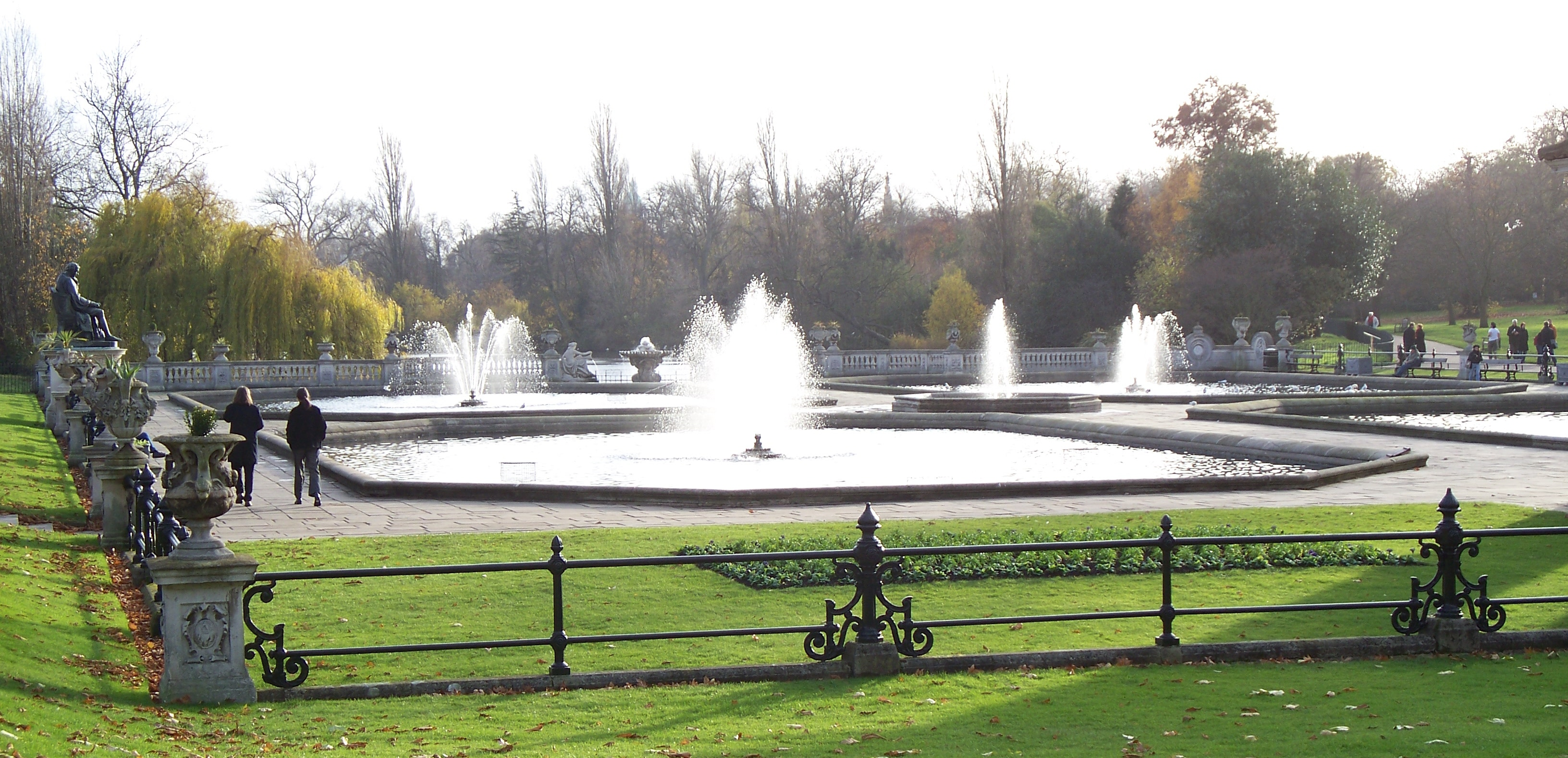
Brolladors d'Aigua del Jardí Italià
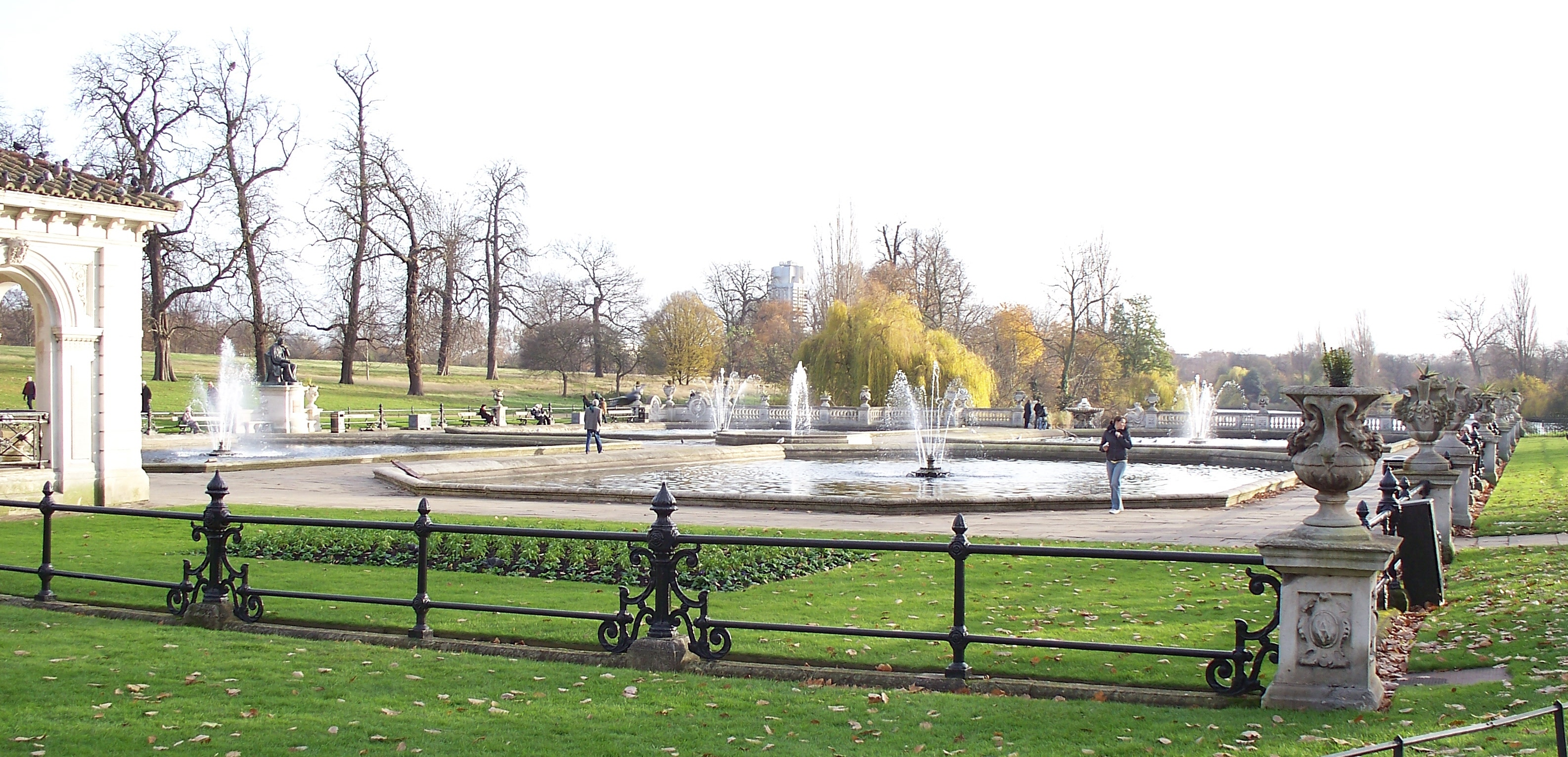
El Jardí Italià
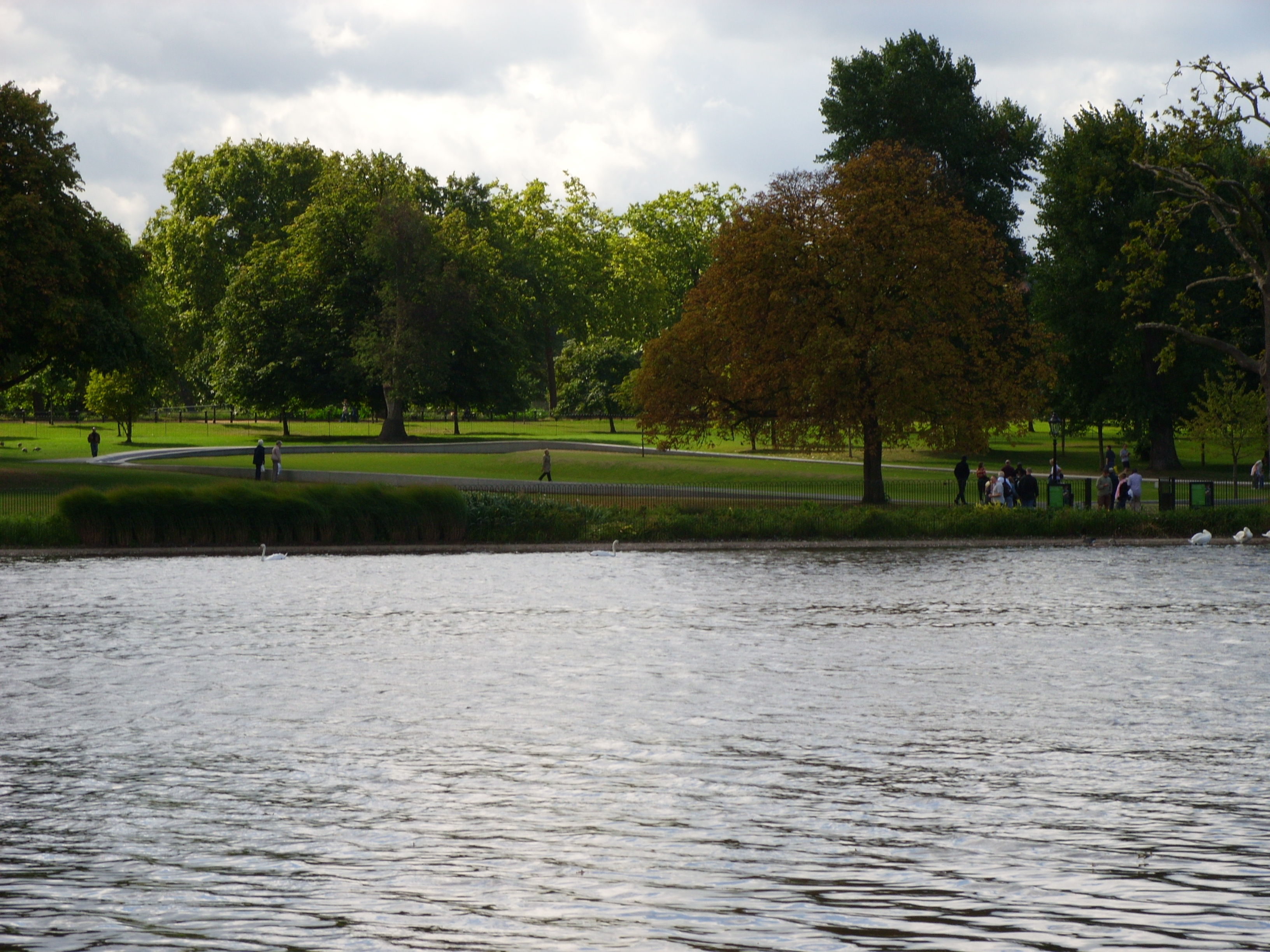
Vista cap a la riba sud del Serpentine on hi ha la Font commemorativa de Diana, princesa de Gal·les.
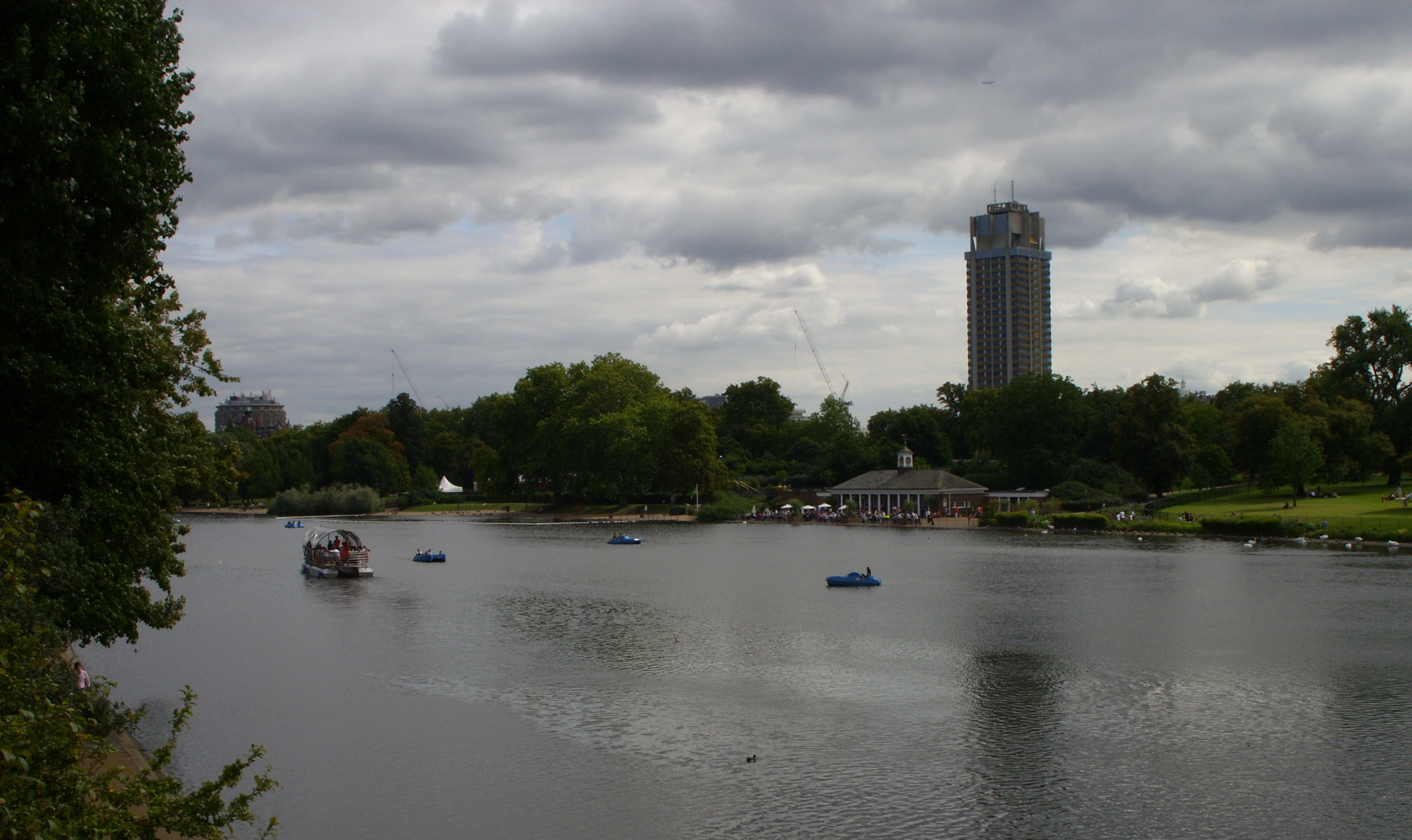
El Serpentine sota la tempesta; vist cap a l'est en direcció la Caserna de Hyde Park..
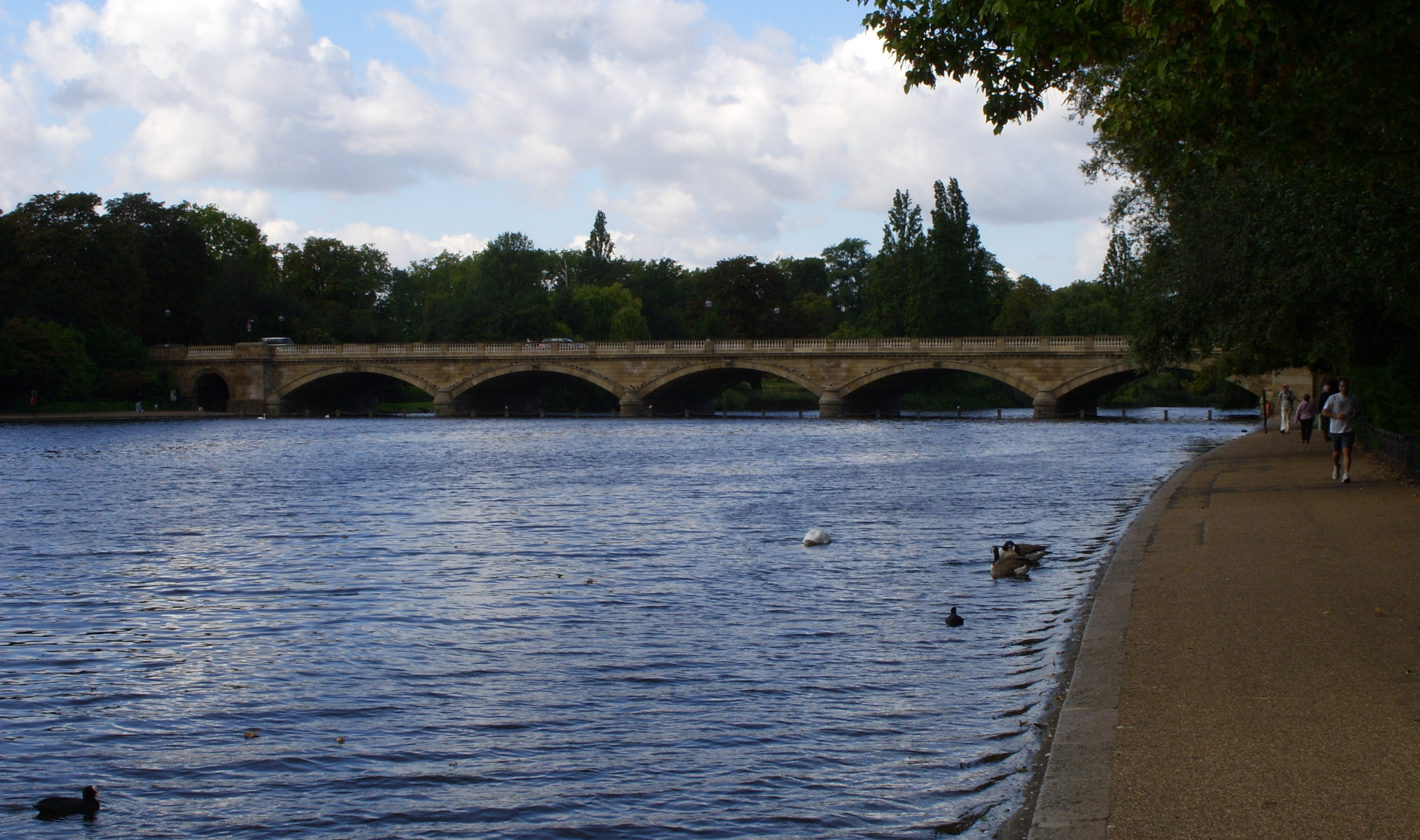
El pont de la Serpentina vist des de la riba nord
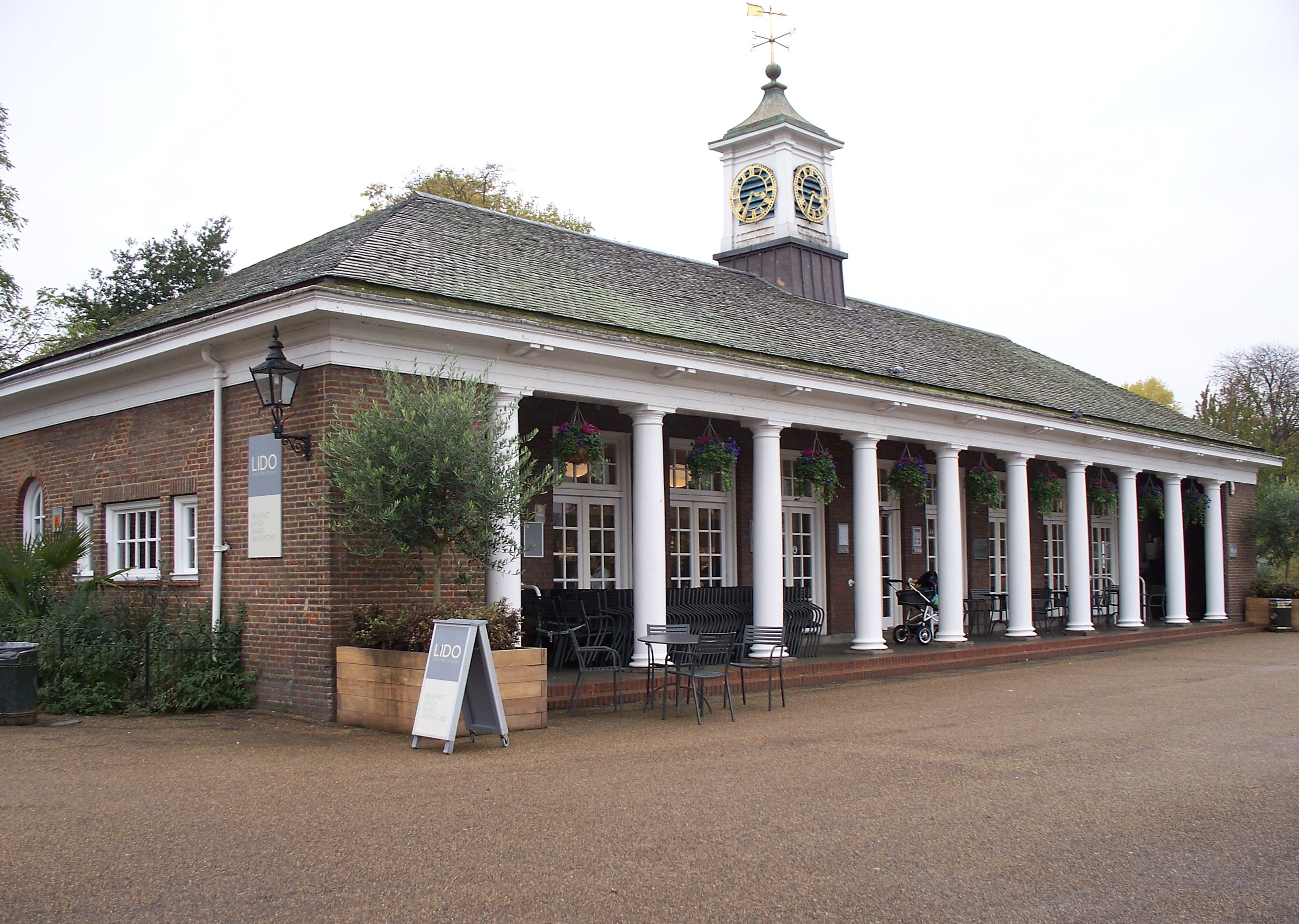
Lansbury's Lido
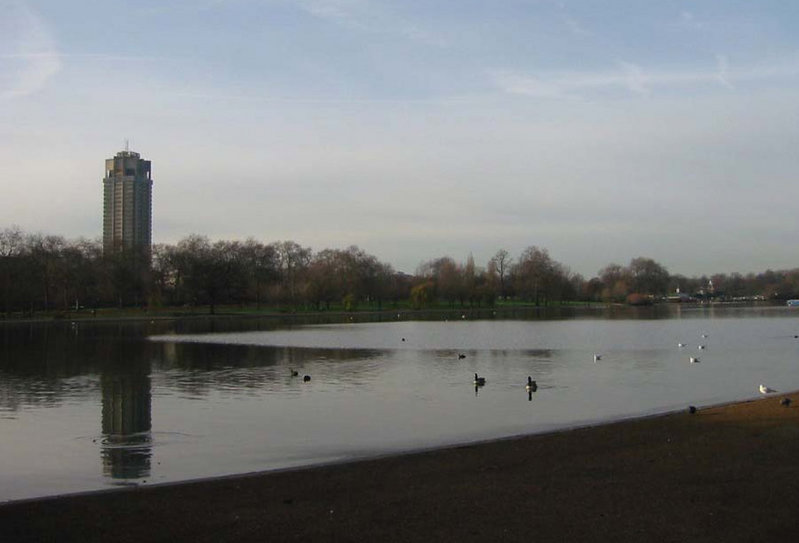
El Serpentine, vist des del sender que salva la presa.
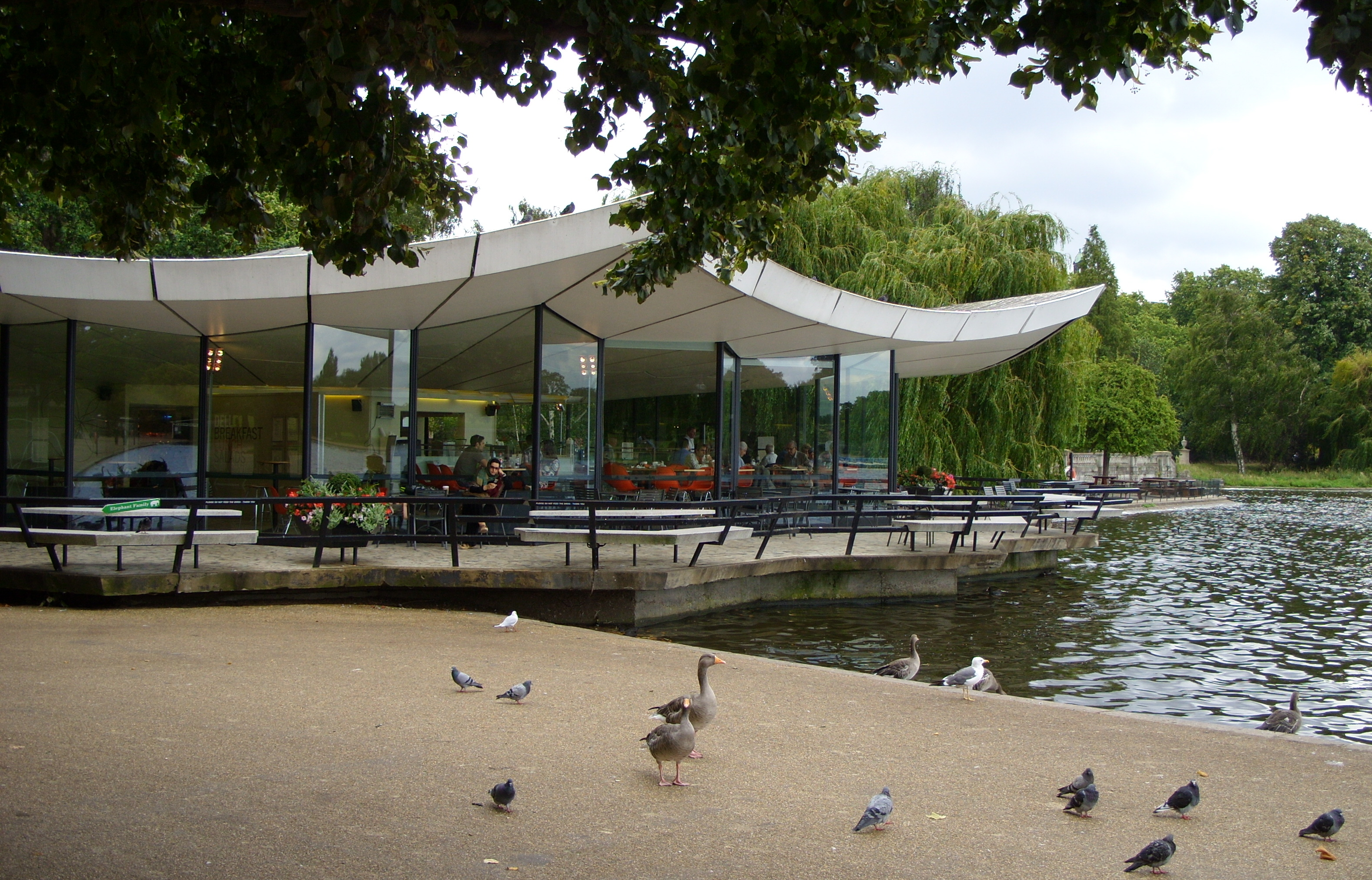
L'arquitectura  brutalista del restaurant Dell, situat al nord de la presa, domina l'extrem est del llac..
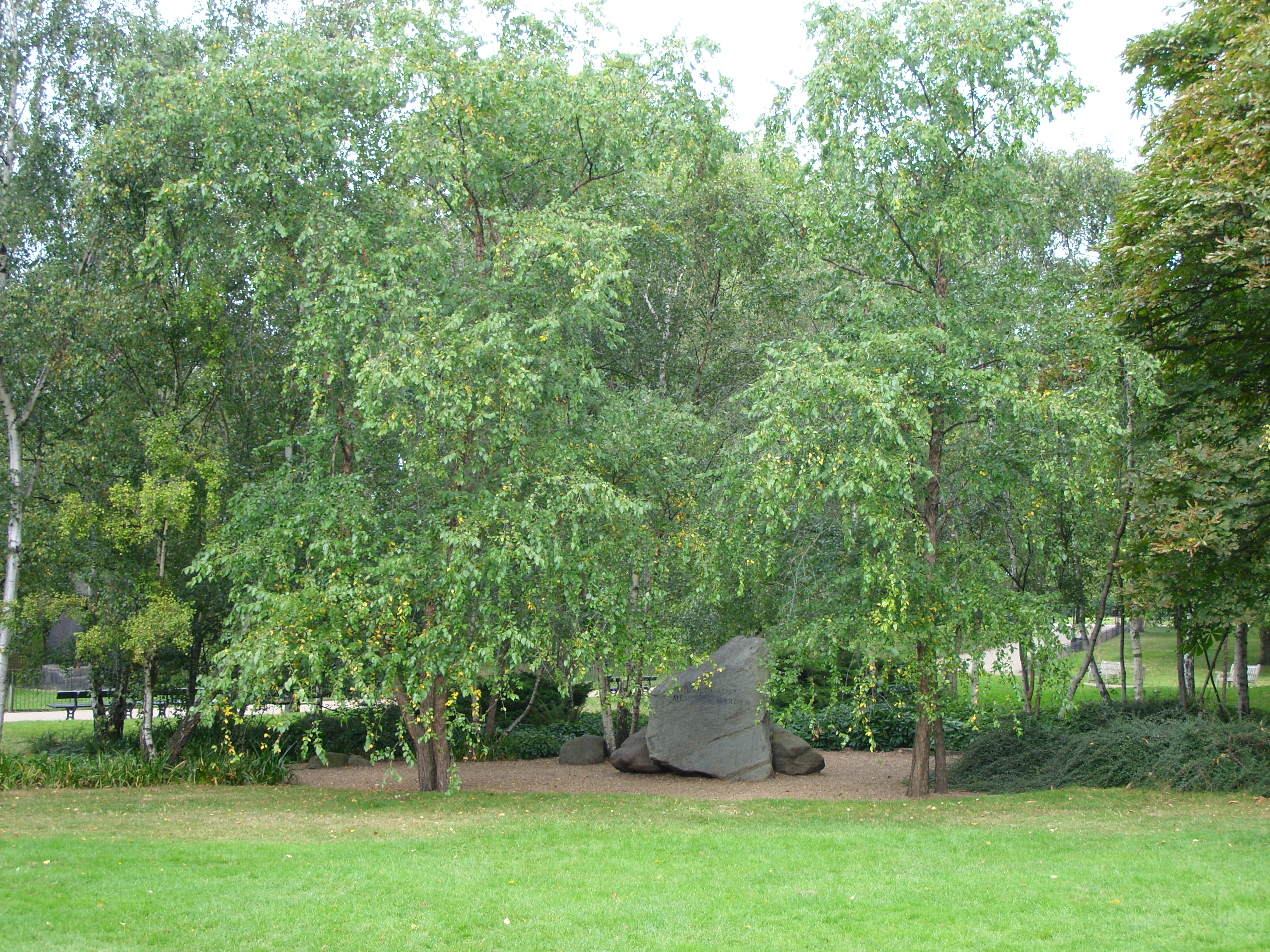
El Memorial de la Shoah prop de la presa.
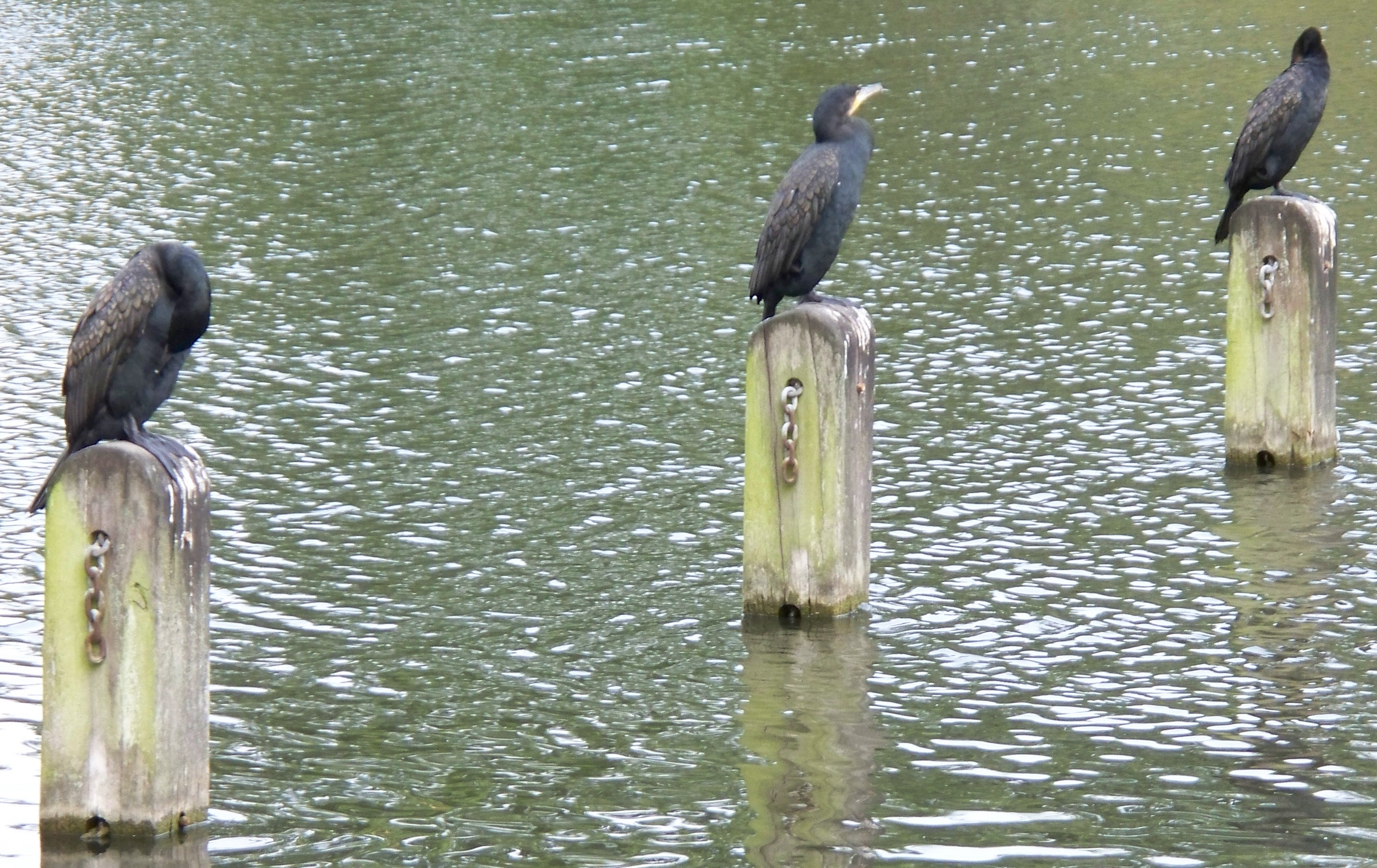
Corbs marins a Long Water